# كارل ويست ريتش
كارل ويست ريتش (بالإنجليزية: Carl West Rich)‏ هو قاضي ومحامي وسياسي أمريكي، ولد في 12 سبتمبر 1898 بسينسيناتي في الولايات المتحدة، وتوفي بنفس المكان في 26 يونيو 1972. حزبياً، نشط في الحزب الجمهوري. انتخب عضو مجلس النواب الأمريكي.